# Pysząca (województwo dolnośląskie)
Pysząca – wieś w Polsce położona w województwie dolnośląskim, w powiecie wołowskim, w gminie Brzeg Dolny.

## Podział administracyjny
W latach 1975–1998 miejscowość położona była w województwie wrocławskim.

## Zabytki
- dawny cmentarz[4], położony na skraju lasu, około 500 m na północny zachód od wsi, przy drodze mającej początek od skrzyżowania z ul. Wilczą (Brzeg Dolny) a prowadzącą do miejscowości Naborów.